# Önska, Ångermanland
Önska är ett litet samhälle som ligger norr om Husum, Örnsköldsviks kommun  i Ångermanland. Det ligger vid Husån. I Önska finns en handelsträdgård för blommor samt ett åkeriföretag.